# Henry Février
Henry Février, (París, 2 d'octubre, 1875 - Idem. 6 de juliol, 1957), va ser és un compositor francès.

## Biografia
Va estudiar al Conservatori de París amb Raoul Pugno, Xavier Leroux, Jules Massenet i Gabriel Fauré. També va ser alumne d'André Messager.
Henry Février va compondre notablement melodies, peces per a piano i obres de música de cambra. Però va ser amb les seves òperes que va gaudir dels seus majors èxits: Le Roi aveugle (1906), Monna Vanna (1909), Carmosine (1913), Gismonda (1919), La Damnation de Blanchefleur (1920), L'Île désenchantée (1920). 1925), Oletta, la fille du Corse (1927), La Femme nu (1929) i Sylvette (opereta amb la col·laboració de Marc Delmas, 1932).
Era fill de l'arquitecte Jules Février i pare del pianista Jacques Février, sogre del director Marcel Aboulker i avi de la compositora Isabelle Aboulker i de la novel·lista Florence Aboulker. Tota la família estava molt lligada a la de Marguerite de Saint-Marceaux: Jules va construir la casa particular d'aquest al 100 boulevard Malesherbes, Henry era l'amic dels seus fills i va rebre al saló de Madame de Saint-Marceaux, Jacques el va atendre des de 1918.